# 桃園市土地公文化館
桃園市土地公文化館（簡稱：土地公文化館），是一座位於台灣桃園市桃園區的博物館，2017年2月27日開館，是台灣首座以土地公為主題的博物館。

## 沿革
時任桃園市市長蘇家明於任內積極推廣土地公信仰文化，2008年首度舉辦土地公文化節，持續舉辦到桃園市升格直轄市後，時任市長鄭文燦擴大為全市舉辦。
2013年9月17日，土地公文化館於桃園市三民里動工，2016年11月開始試營運，在2017年2月27日土地公誕辰正式開幕。

## 外部連結
- 官方网站